# Fichtigsthal
Fichtigsthal ist ein Ortsteil der Gemeinde Niederfrohna im Landkreis Zwickau (Freistaat Sachsen). Die Gemeinde Fichtigsthal wurde im Jahr 1923 nach Mittelfrohna eingemeindet, mit der sie  1936 zur Gemeinde Niederfrohna kam.

## Geographie

### Geographische Lage
Fichtigsthal bildet den südlichsten Teil der Gemeinde Niederfrohna. Im Ort befindet sich mit dem 366 Meter hohen Ochsenberg die höchste Erhebung Niederfrohnas. Fichtigsthal erstreckt sich links und rechts des Pfarrbachs, der am nördlichen Ortsrand in den Frohnbach mündet.

### Nachbarorte
|            | Mittelfrohna                                |              |
| Oberfrohna | Kompassrose, die auf Nachbargemeinden zeigt | Mittelfrohna |
|            | Limbach                                     |              |

## Geschichte

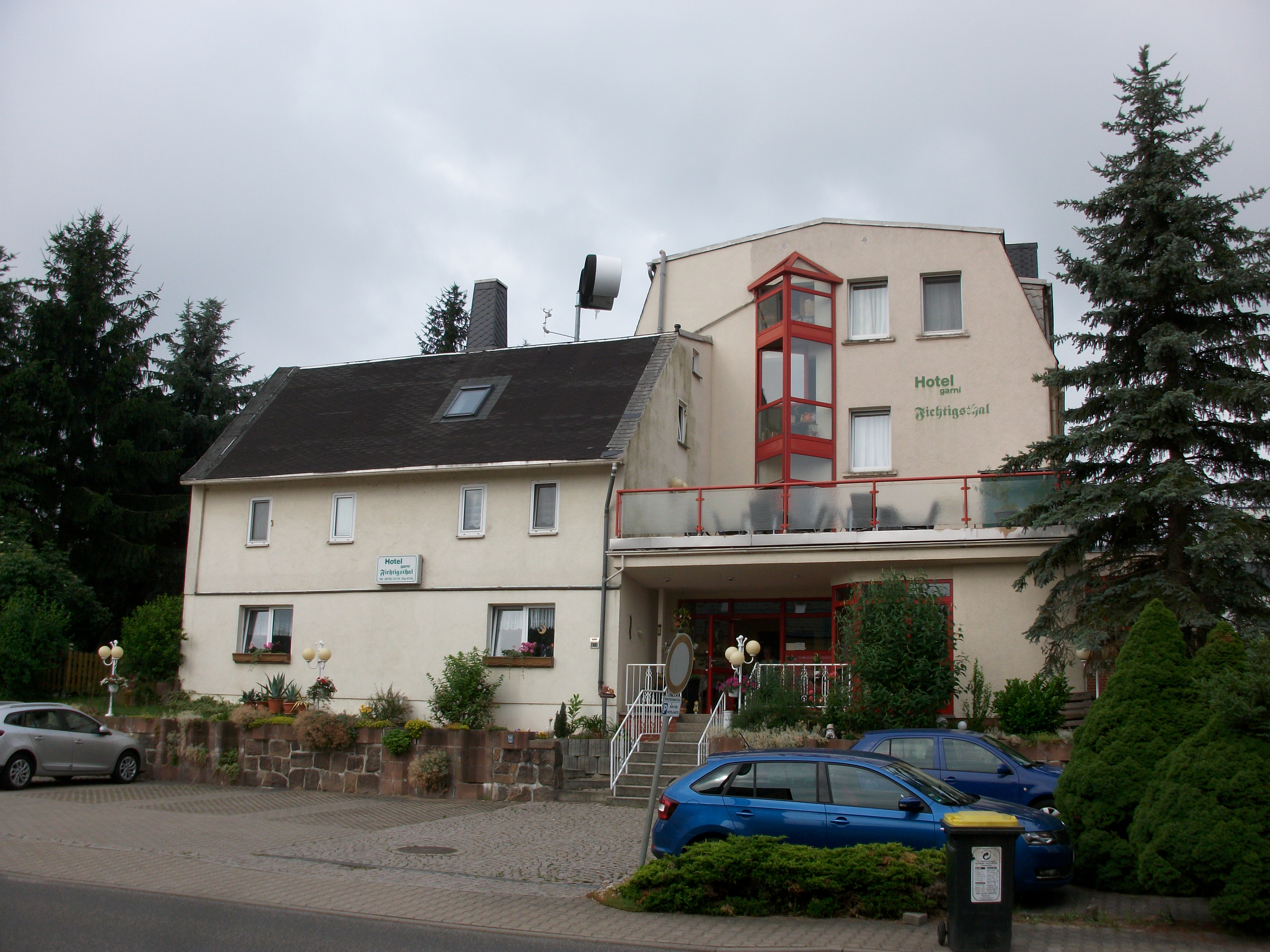
Hotel garni Fichtigsthal

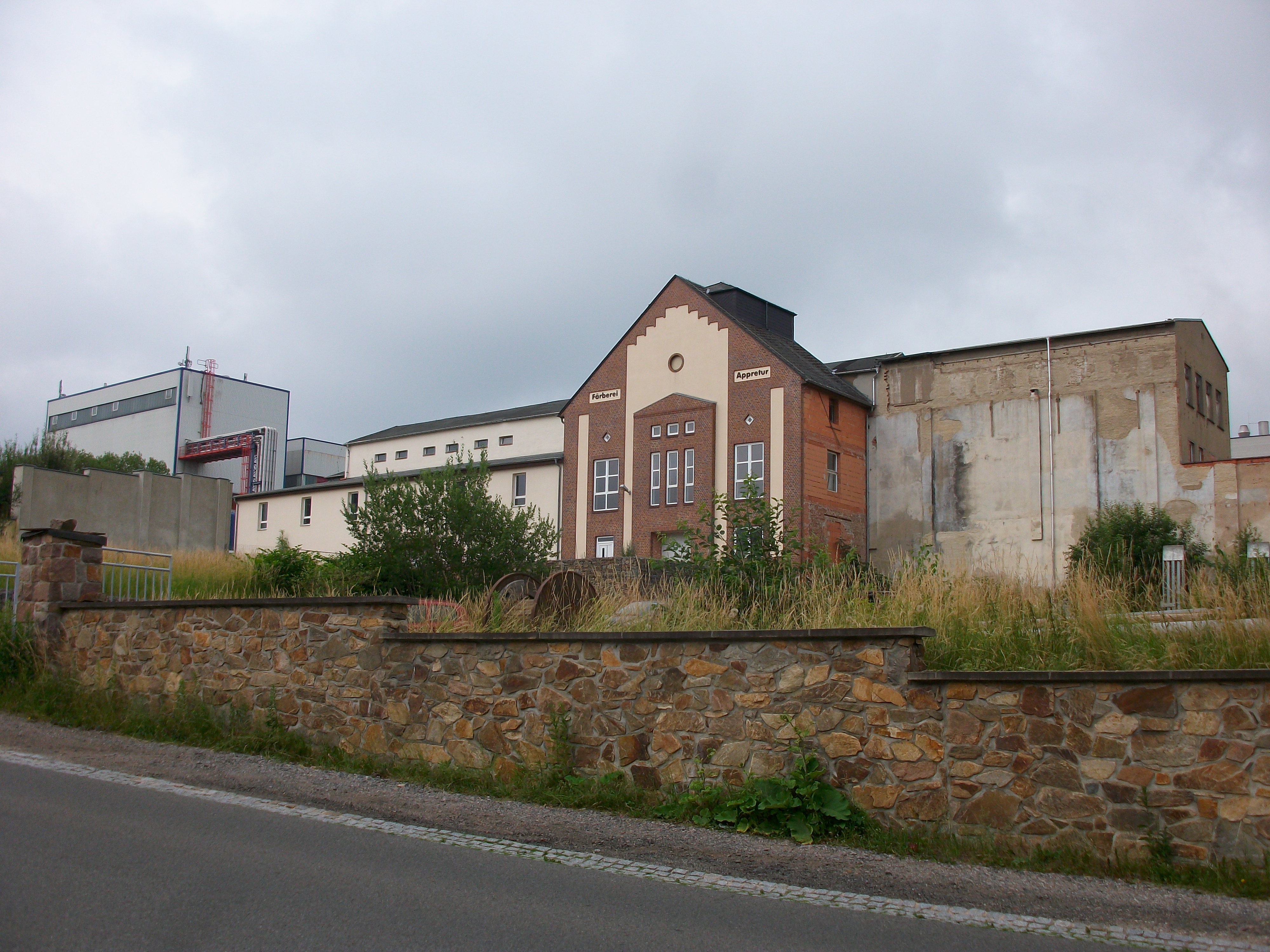
Fichtigsthal, ehem. Färberei und Appretur Paul Kupfer, heute pro4tex

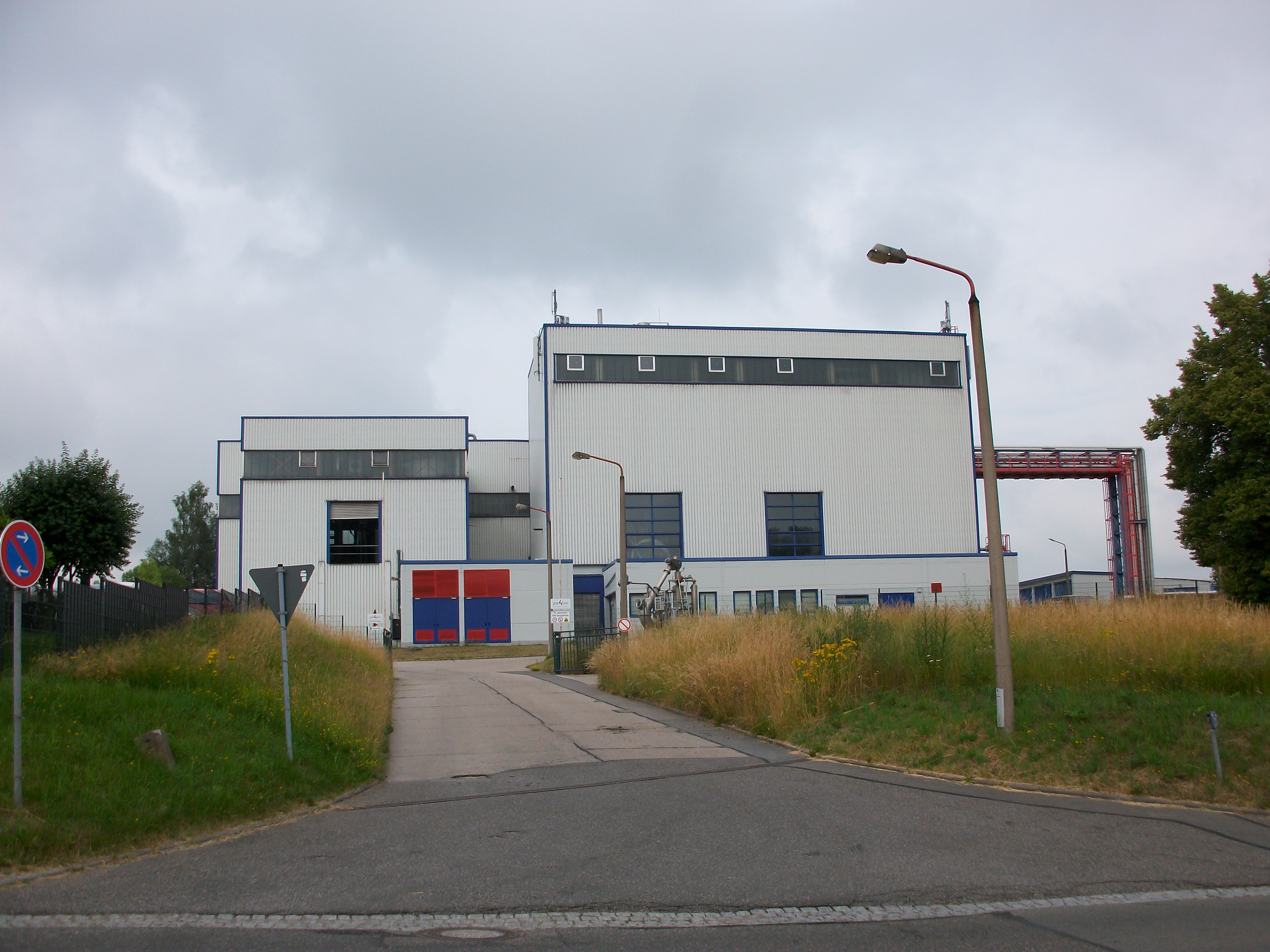
Fichtigsthal, pro4tex

Fichtigsthal ist im Gegensatz zu seinen Nachbarorten eine späte Gründung aus dem 18. Jahrhundert. Die Ortsflur gehörte zu dieser Zeit zur Grundherrschaft des Ritterguts Mittelfrohna, welche als Exklave zum kursächsischen Amt Rochlitz gehörte. Der stark verschuldete Hartmann Friedrich von Schönberg aus dem gleichnamigen Adelsgeschlecht, Besitzer des Rittergutes Mittelfrohna hatte die Absicht, eine neue Stadt zu gründen. Er hatte sich als Standort dafür das Tal des Pfarrbaches vor dessen Einmündung in den Frohnbach auserkoren. Dieses lag auf den Ländereien seines eigenen Rittergutes und dem Grundstück des benachbarten Rittergutes Limbach. Hier gab es bereits den Fichtenberg, den Fichtig und den Fichtigs Teich. In deren Nähe sollte die neue Stadt mit dem Namen Fichtigsthal entstehen.
Schönbergs Hauptanliegen dieser Stadtgründung war nicht der Nachruhm als Stadtgründer, sondern durch die von einer Stadt damals zu erwartenden Einkünfte seine finanziellen Schwierigkeiten zu beheben. Ein entsprechendes Gesuch zur Stadtgründung richtete Schönberg im Jahre 1738 an den regierenden Kurfürsten Friedrich August II. von Sachsen, der damals auch König von Polen war. Dessen Beamten beauftragten mehrere Kommissare mit der Prüfung dieser Angelegenheit. Nach kurzer Beratung kamen sie zum Entschluss, dass das Gesuch um Stadtgründung abzulehnen sei, da die umliegenden Städte Chemnitz und Penig aufgrund einer entstehenden Konkurrenz Einspruch dagegen erhoben hatten, als sie von diesem Gesuch Schönbergs erfuhren. Dennoch fand der neu gewählte Name Fichtigsthal, wie die neue Stadt heißen sollte, bereits 1739 einen Eintrag in das Kirchenbuch von Mittelfrohna für ein dort befindliches Einzelgut, das dem Schönberg’schen Rittergut Mittelfrohna unterstand.
Fichtigsthal wird im 1791 in zweiter Auflage erscheinenden Alphabetischen Verzeichnis aller Orte Sachsens als zum Leipziger Creys und zum Amt Rochlitz gehörig erwähnt. Aus den Anmerkungen geht hervor: zu Mittelfrohna gehöriges schriftsässiges Rittergut ohne Dorf, verschiedene Gärtner und Häusler stehen auf Rochlitzer Grunde. 1797 entstand ein Gasthof, der den Namen Fichtigsthal übernahm, zu dem gesellten sich mehrere Häuser, deren Zahl im Jahre 1815 bereits 20 mit 120 Bewohnern gesellte. 1839 wurde dann aus Fichtigsthal eine selbständige Gemeinde, in der 1910 670 Einwohner lebten.
Bis 1832 gehörte Fichtigsthal als Teil der Grundherrschaft Mittelfrohna als Exklave zum kursächsischen bzw. königlich-sächsischen Amt Rochlitz. Seit 1832 unterstand Fichtigsthal dem Amt Chemnitz. Im Jahr 1851 kam Fichtigsthal an das königlich-sächsische Gericht Limbach und im Jahr 1856 zum Gerichtsamt Limbach, das im Jahr 1875 in der Amtshauptmannschaft Chemnitz aufging. Im Jahr 1912 wurde in Fichtigsthal die „Färberei und Appretur Paul Kupfer“ gegründet, die zu Zeiten der DDR als „VEB Rhombus“, „VEB Roter Färber“ und „VEB Trikotex“ bekannt war. Ab 1991 arbeitete die Firma unter dem Namen „Schiesser AG“, ab 2005 als „Greuter Jersey GmbH“, ab 2008 als „Textilveredelung Niederfrohna GmbH“  und seit 2009 als „pro4tex GmbH“.
Die Eingemeindung der Gemeinde Fichtigsthal nach Mittelfrohna erfolgte im Jahre 1923. Seit 1936 gehören Mittelfrohna und Fichtigsthal zu Niederfrohna. Der historische Fichtigsteich existiert heute nicht mehr. Er verschwand durch die Einbeziehung in die Kläranlage der Stadt Limbach-Oberfrohna. Durch die zweite Kreisreform in der DDR kam Fichtigsthal als Ortsteil der Gemeinde Niederfrohna im Jahr 1952 zum Kreis Chemnitz-Land im Bezirk Chemnitz (1953 in Kreis Karl-Marx-Stadt-Land und Bezirk Karl-Marx-Stadt umbenannt), der ab 1990 als sächsischer Landkreis Chemnitz fortgeführt wurde. Bei dessen Auflösung kam Fichigsthal als Ortsteil der Gemeinde Niederfrohna im Jahr 1994 zum Landkreis Chemnitzer Land, der 2008 im Landkreis Zwickau aufging.